# محرك جنرال موتورز إل إس
محركات جنرال موتورز المبنية على محركات إل إس (بالإنجليزية: LS)، هي مجموعة من المحركات V8 وV6 المنبثقة منها، التي صممت وصنعت بواسطة شركة جنرال موتورز الأمريكية. بدا إنتاج هذه العائلة عام 1997، وهي استمرار للمحركات الصغيرة من شيفروليه التي تعود إلى الجيلين الأول والثاني، والتي تم إنتاج أكثر من 100 مليون وحدة منها. تعتبر هذه المحركات من بين الأكثر شهرة في فئة محركات V8 على مستوى العالم. تمتد عائلة إل إس عبر الأجيال الثالثة والرابعة والخامسة، ومن المتوقع أن يبدأ إنتاج الجيل السادس قريبًا. كما تظل بعض المحركات V8 من البلوك الصغير متوفرة كمحركات تجميعية.
نشأ الرمز "إل إس" من خيار الإنتاج المنتظم رمز LS1، الذي كان مخصصًا لأول محرك في سلسلة المحركات من الجيل الثالث. ومنذ ذلك الحين، أصبح يُستخدم مصطلح إل إس للإشارة إلى جميع المحركات في الجيلين الثالث والرابع. ولكن هذه الممارسة قد تكون مضللة في بعض الأحيان، إذ أن بعض رموز المحركات في تلك الأجيال لا تبدأ بـ LS. علاوة على ذلك، على الرغم من أن محركات الجيل الخامس تُعرف عادة باسم محركات LT بعد الإصدار الأول LT1، إلا أن جنرال موتورز استخدمت أيضًا رموز RPO أخرى من حرفين في هذه السلسلة.
تم تركيب محرك إل إس 1 لأول مرة في سيارة شيفروليه كورفيت (C5)، ومنذ ذلك الحين تم تزويد جميع أجيال كورفيت بمحركات إل إس أو إل تي، باستثناء نسخة Z06 من الجيل الثامن التي تعمل بمحرك مختلف من شيفروليه جمني. كذلك، استخدمت محركات إل إس وإل تي في العديد من السيارات الأخرى من جنرال موتورز مثل السيارات الرياضية مثل شيفروليه كامارو/بونتياك فايربيرد وهولدن كومودور، والشاحنات مثل شيفروليه سيلفرادو، والسيارات الرياضية متعددة الاستخدامات مثل كاديلاك إسكاليد.
بدا تصميم المحركات من الصفر، حيث كانت المكونات المشتركة بين المحركات من الجيل الثالث والمحركات الصغيرة من الجيلين الأول والثاني في شيفروليه تقتصر فقط على محامل قضبان التوصيل ورافعات الصمامات. إلا أن محركات الجيلين الثالث والرابع تم تصميمها مع مراعاة التوسع والتعديل، حيث تتشارك العديد من المحركات في هذه الأجيال بعدد كبير من الأجزاء القابلة للتبديل. أما محركات الجيل الخامس فلا تتشارك بنفس القدر مع الأجيال السابقة، بالرغم من الاحتفاظ بكتلة المحرك وقضبان التوصيل تم نقلهما.
توافر قطع الغيار وسهولة صيانة محركات الأجيال الثالثة والرابعة جعلها خيارًا شائعًا لاستبدال المحركات في مجتمع عشاق السيارات ومحبي تعديلها، ويعرف ذلك غير رسميًا باسم "استبدال محرك إل إس". كما تحظى هذه المحركات بدعم كبير من السوق الثانوية بفضل شعبيتها وتكلفتها المعقولة